# Xã Wall Lake, Quận Minnehaha, Nam Dakota
Xã Wall Lake (tiếng Anh: Wall Lake Township) là một xã thuộc quận Minnehaha, tiểu bang Nam Dakota, Hoa Kỳ. Năm 2010, dân số của xã này là 1.152 người.